# لي منه هيونغ
لي منه هيونغ هو سياسي فيتنامي، ولد في 3 أكتوبر 1936 في Sơn Tân ‏ في فيتنام، وتوفي في 23 مايو 2004 في هانوي في فيتنام. انتخب عضو الجمعية الوطنية الفيتنامية ‏.